# Jaryschiw
Jaryschiw (ukrainisch Яришів; russisch Ярышев Jaryschew, polnisch Jaryszów) ist ein Dorf in der ukrainischen Oblast Winnyzja mit etwa 1600 Einwohnern (2001).

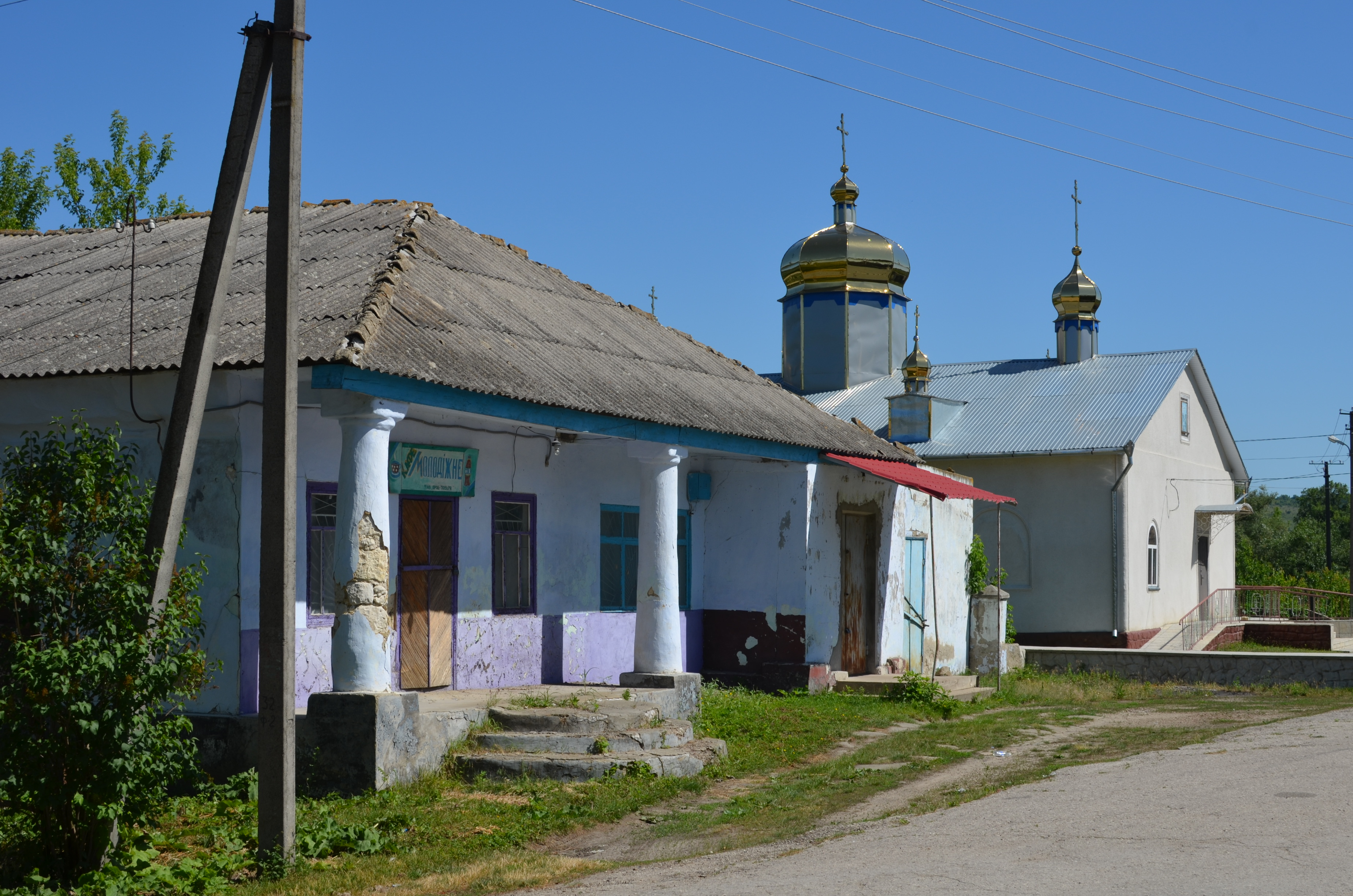
Gebäude im Ort

## Geschichte
Das Dorf wurde 1569 zum ersten Mal schriftlich erwähnt und lag bis 1793 in der Woiwodschaft Bracław als Teil der Adelsrepublik Polen-Litauen. Danach kam es zum Russischen Reich, seit 1991 ist es Teil der unabhängigen Ukraine.
In der Mitte des 18. Jahrhunderts wurde eine hölzerne Synagoge erbaut, die im Zweiten Weltkrieg zerstört wurde.

## Geografie
Der Ort liegt an der Ljadowa, einem 93 km langen linken Nebenfluss des Dnister, im Rajon Mohyliw-Podilskyj nahe der Grenze zur Republik Moldau. Die Stadt Mohyliw-Podilskyj liegt 20 km südöstlich des Dorfes.

## Verwaltungsgliederung
Am 12. Juni 2020 wurde das Dorf zum Zentrum der neugegründeten Landgemeinde Jaryschiw (Яришівська сільська громада/Jaryschiwska silska hromada). Zu dieser zählten auch die 12 in der untenstehenden Tabelle aufgelisteten Dörfer, bis dahin bildete es zusammen mit dem Dorf Ljadowa die gleichnamige Landratsgemeinde Jaryschiw (Яришівська сільська рада/Jaryschiwska silska rada) im Westen des Rajons Mohyliw-Podilskyj.
Folgende Orte sind neben dem Hauptort Jaryschiw Teil der Gemeinde:
| Name                     | Name               | Name                                        |
| ukrainisch transkribiert | ukrainisch         | russisch                                    |
| ------------------------ | ------------------ | ------------------------------------------- |
| Bernaschiwka             | Бернашівка         | Бернашовка (Bernaschowka)                   |
| Chonkiwzi                | Хоньківці          | Хоньковцы (Chonkowzy)                       |
| Iraklijiwka              | Іракліївка         | Ираклиевка (Iraklijewka)                    |
| Jastrubna                | Яструбна           | Ястребная (Jastrebnaja)                     |
| Jurkiwzi                 | Юрківці            | Юрковцы (Jurkowzy)                          |
| Kosliw                   | Козлів             | Козлов (Koslow)                             |
| Kreminne                 | Кремінне           | Кременное (Kremennoje)                      |
| Ljadowa                  | Лядова             | Лядова                                      |
| Lyptschany               | Липчани            | Липчаны (Liptschany)                        |
| Nahorjany                | Нагоряни           | Нагоряны (Nagorjany)                        |
| Scherebyliwka            | Жеребилівка        | Жеребиловка (Scherebilowka)                 |
| Sloboda-Jaryschiwska     | Слобода-Яришівська | Слобода-Ярышевская (Sloboda-Jaryschewskaja) |

## Söhne und Töchter des Ortes
- Raya Dunayevskaya (1910–1987), US-amerikanische marxistische Aktivistin, Autorin und Übersetzerin
- Włodzimierz Dzieduszycki (1825–1899), polnischer Politiker und Förderer der Künste